# نينا ميرال
نينا ميرال (بالفرنسية: Nina Myral)‏ هي ممثلة فرنسية، ولدت في 26 يونيو 1884 في فرنسا، وتوفيت بنفس المكان في 30 مارس 1975.

## أعمال

### أفلام
- (1955) مذكرات الرائد طومسون

## وصلات خارجية
- نينا ميرال على موقع IMDb (الإنجليزية)
- نينا ميرال على موقع ألو سيني (الفرنسية)
- نينا ميرال على موقع ميوزك برينز (الإنجليزية)
- نينا ميرال على موقع قاعدة بيانات الأفلام السويدية (السويدية)
- نينا ميرال على موقع ديسكوغز (الإنجليزية)
- نينا ميرال على موقع قاعدة بيانات الفيلم (الإنجليزية)
- نينا ميرال على موقع كينوبويسك (الروسية)